# Christian Ponder
Christian Andrew Ponder (* 25. Februar 1988 in Dallas, Texas) ist ein ehemaliger US-amerikanischer American-Football-Spieler auf der Position des Quarterbacks.

## Karriere
Ponder spielte College Football für die Florida State University und wurde im Senior Bowl zum Most Valuable Player (MVP) gewählt. Die Minnesota Vikings wählten ihn in der ersten Runde des NFL Drafts als Nachfolger von Brett Favre aus. Da die Vikings mit Ponder und dem ein Jahr zuvor gedrafteten Joe Webb über zu wenig Erfahrung auf dieser Position verfügten, wurde zusätzlich Donovan McNabb verpflichtet.
Mit McNabb als Starting-Quarterback begannen die Vikings die Saison, allerdings wurde dieser nach schwachen Leistungen entlassen. Ponder und Webb wurden ab dann abwechselnd eingesetzt. Ponder kam auf 1.853 Yards und 13 Touchdowns bei ebenso vielen Interceptions.
Zur Saison 2012 war Ponder als Starting-Quarterback gesetzt. Er warf 300 erfolgreiche Pässe für 2.935 Yards und 18 Touchdowns bei zwölf Interceptions. Ihm gelang mit seinem Team der Einzug in die Play-offs. Vor dem Spiel gegen die Green Bay Packers verletzte sich Christian Ponder allerdings beim Training, womit er für die Partie ausfiel. Die Vikings verloren das Spiel mit 10:24.
Auch in seiner dritten Saison war Ponder wieder als Starting-Quarterback gesetzt. Jedoch verlor er den Job als Starter in der vierten Woche aufgrund einer Verletzung. An seine Stelle trat der neu verpflichtete Matt Cassel. Im weiteren Verlauf der Saison kam Ponder noch zu vier Einsätzen, ehe er in der 13. Woche endgültig durch Cassel ersetzt wurde. Er beendete die Saison mit zwei Siegen, sechs Niederlagen und einem Unentschieden.
Als die Vikings im NFL Draft 2014 Teddy Bridgewater auswählten, war Ponder nur noch Quarterback Nummer drei. Nachdem Matt Cassel sich verletzte und für die restliche Saison ausfiel und auch Bridgewater sich verletzte, machte Ponder am fünften Spieltag der Saison 2014 sein letztes Spiel für die Vikings. Er ging als Starter in die Partie gegen die Green Bay Packers, welche sie mit 10:42 verloren. In diesem Spiel warf er auch seinen letzten Touchdown für die Vikings. Den Rest der Saison blieb Ponder Ersatzquarterback hinter Bridgewater.
Nachdem sein Vertrag am Ende der Saison ausgelaufen war, verpflichteten ihn die Oakland Raiders. Noch vor Beginn der Regular Season wurde Ponder von den Raiders entlassen, die stattdessen mit Matt McGloin als Backup für Derek Carr in die Saison gingen.
Im November verpflichteten die Denver Broncos nach einer Verletzung von Peyton Manning Ponder als erfahrenen Spieler für ihr Team. Nach nur zwei Wochen wurde er auch von den Broncos entlassen, die fortan mit den unerfahrenen Brock Osweiler und Trevor Siemian die Zeit bis zu Mannings Rückkehr überbrückten.
Vor der Saison 2016 verpflichteten die San Francisco 49ers Christian Ponder als dritten Quarterback, nachdem Thad Lewis verletzungsbedingt für den Rest der Saison ausfiel und auf die Injured Reserve List gesetzt wurde.

## Privat
Christian Ponder heiratete die ESPN-Reporterin Samantha Steele am 17. Dezember 2012. Die beiden bekamen am 22. Juli 2014 eine Tochter, die sie nach Ponders Head Coach im College, Bobby Bowden, Bowden Saint-Claire Ponder nannten.